# 2022年科诺托普战役
科诺托普战役是发生在乌克兰科诺托普市附近的乌克兰军队与俄罗斯军队双方爆发的一次战役。

## 战斗
2022年2月24日3时35分（UTC+2），从东北方向向科诺托普市推进的俄罗斯军队包围了科诺托普市。尽管俄罗斯军队试图突破乌军防线，但乌克兰军队依旧成功抵御俄军进攻。2月25日上午，该市郊区發現许多正在燃烧的俄軍裝備；而试图围困该城的俄军的物质也开始缺少燃油与食物等补给。乌军随后承认于当天丢失了对该市的控制权。

## 結果
3月2日，科諾托普市市長Artem Seminikhin表示，該市的俄軍部隊警告他，如果居民抵抗，他們將砲擊該市。然而，根據一段視頻，Seminikhin反而問城裡的居民是想打仗還是投降，結果居民“壓倒性地”拒絕投降。當天晚些時候，市政府開始與俄羅斯軍隊進行談判，談判持續了12分鐘；最後達成協議：俄軍同意不會「改變該市的政府、在該市部署的烏克蘭軍隊、阻礙交通或移除烏克蘭國旗」。作為回報，市政府官員同意「居民不會攻擊俄羅斯軍隊」。
4月3日，烏克蘭議員Olexander Kachura 在推特上表示，所有俄羅斯軍隊都已離開科諾托普地區。4日蘇梅州州長德米特羅·日維茨基（ Dmytro Zhyvytskyi）表示，俄羅斯軍隊不再佔領蘇梅州的任何城鎮或村莊，並已大部分撤離，而烏克蘭軍隊正在努力驅逐剩餘的部隊。

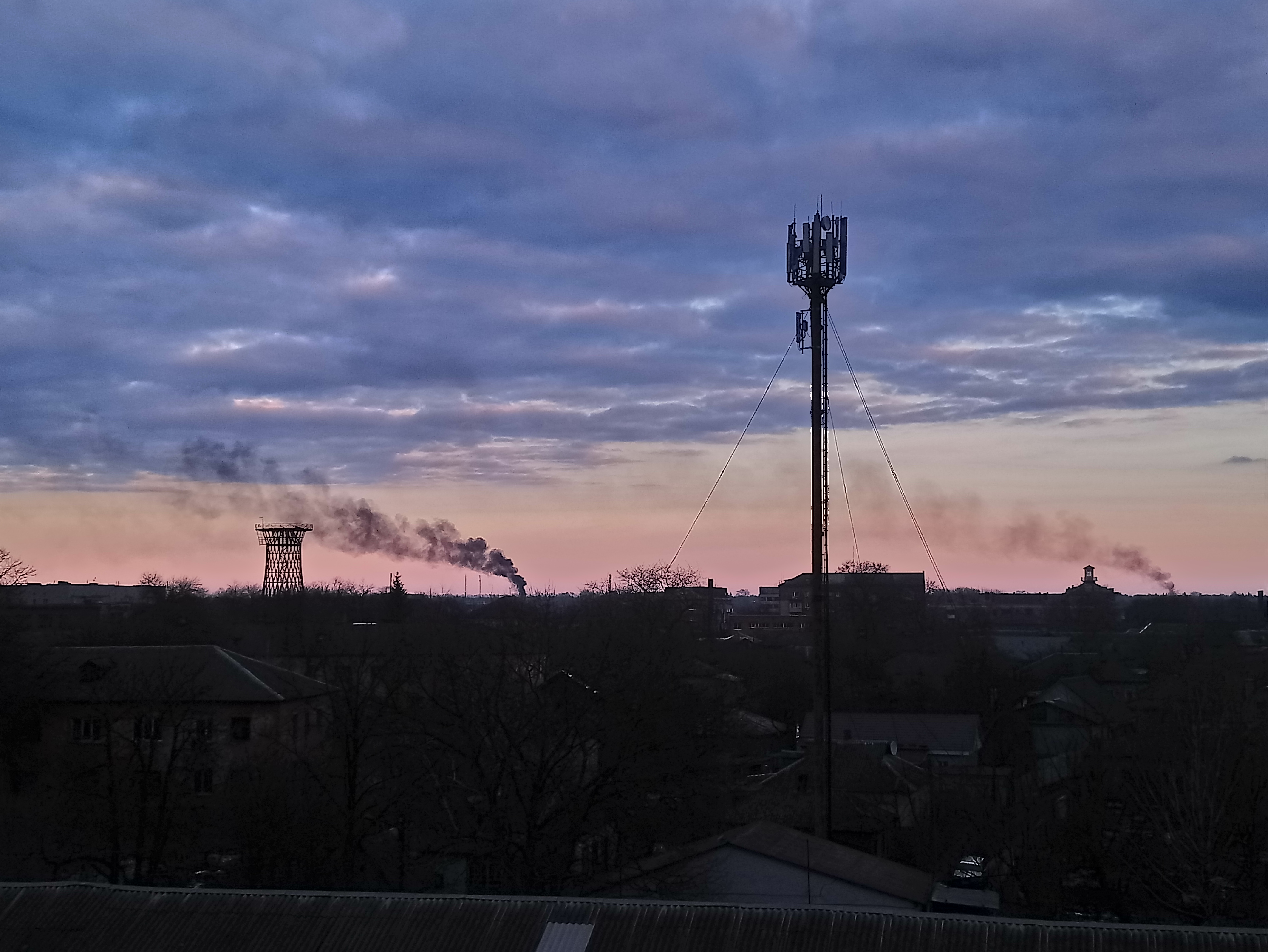
24.02.2022
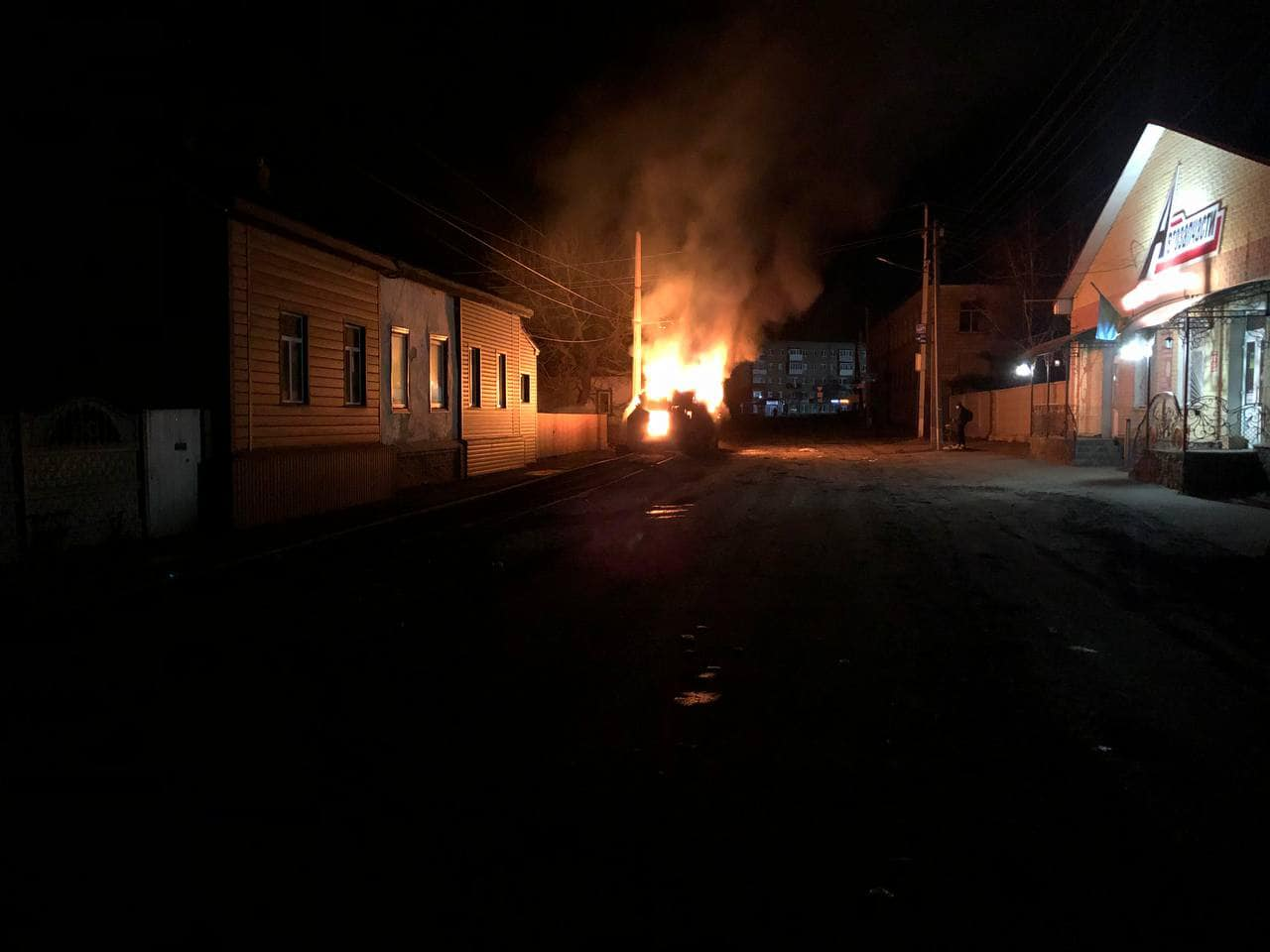
24.02.2022
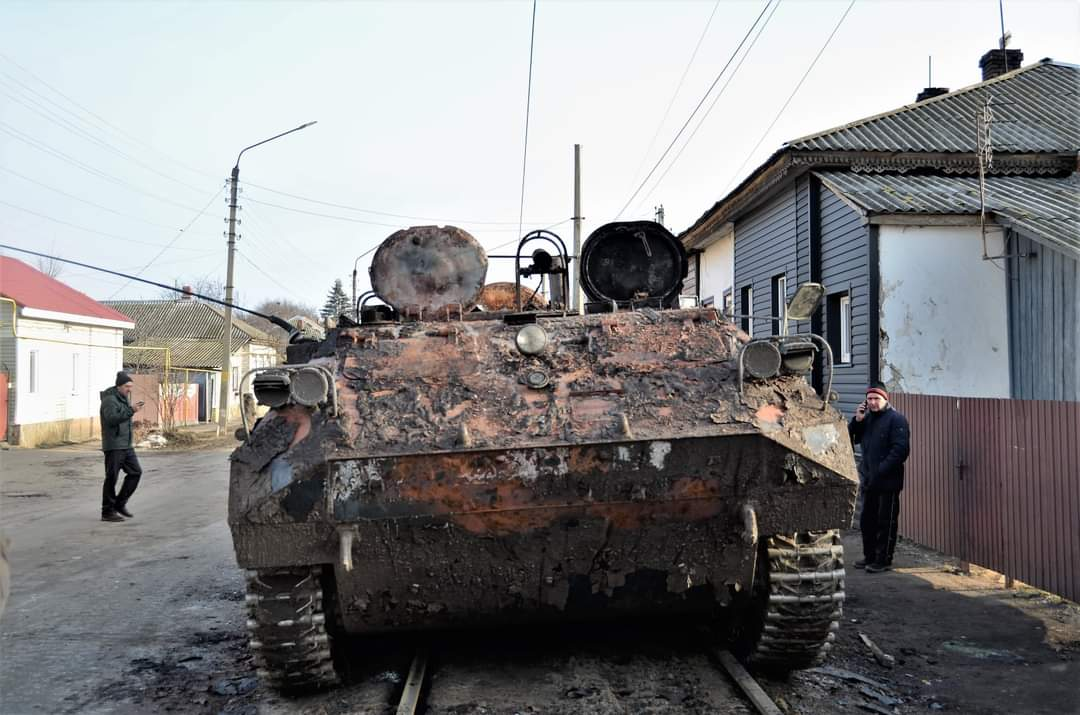
25.02.2022
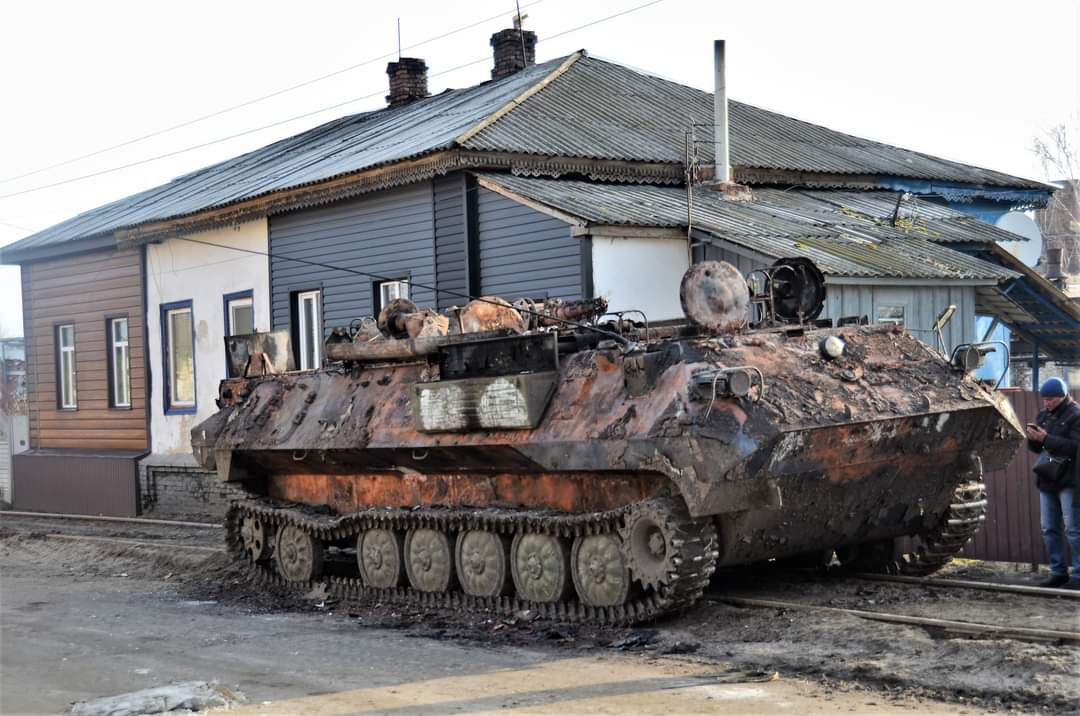
25.02.2022
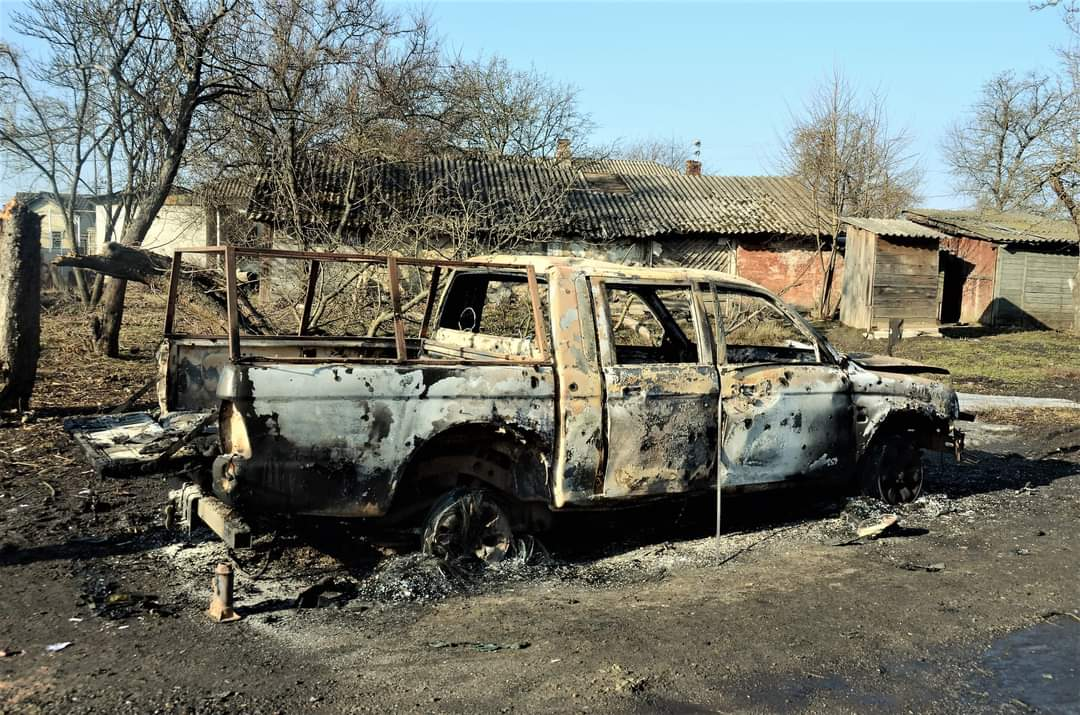
25.02.2022
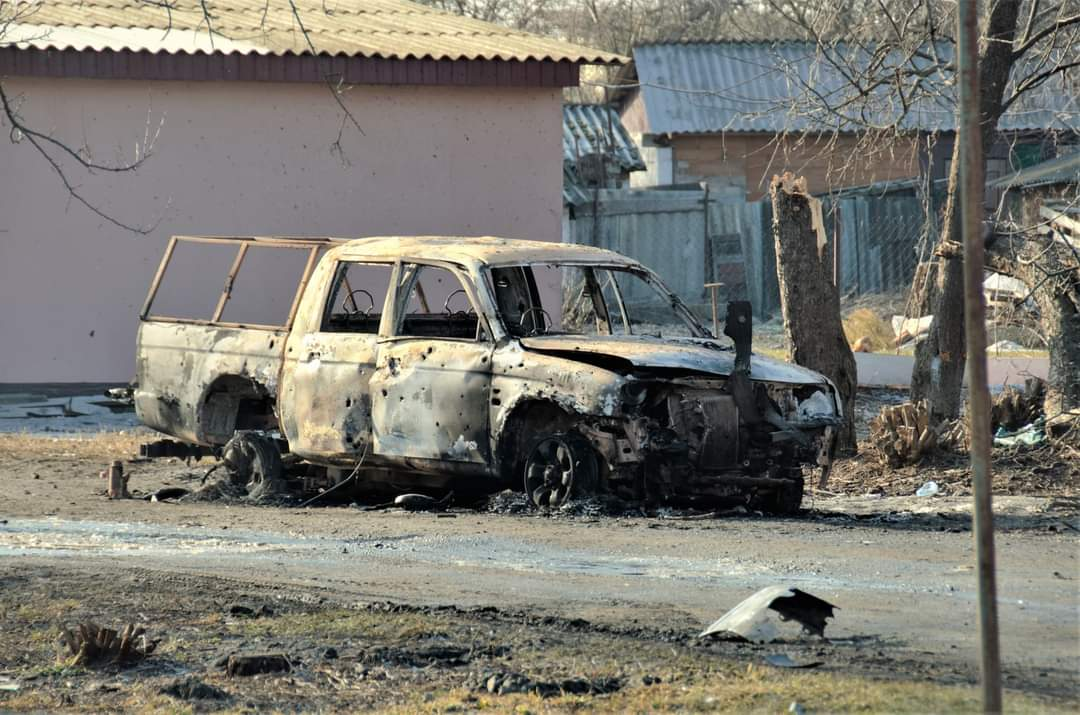
25.02.2022
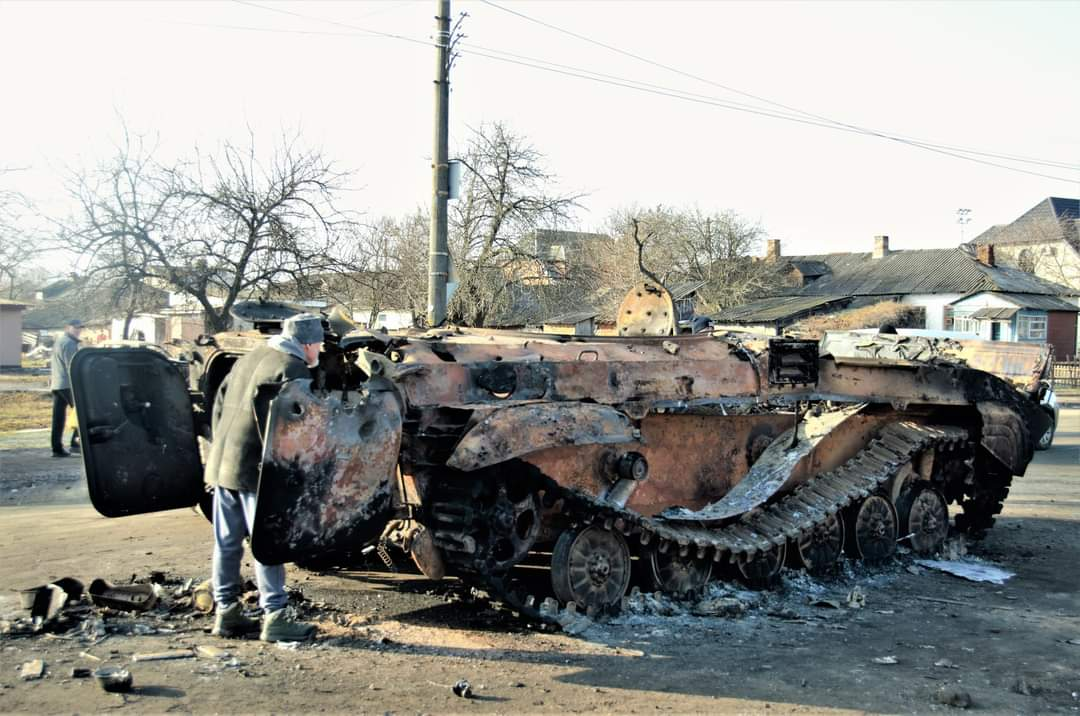
25.02.2022
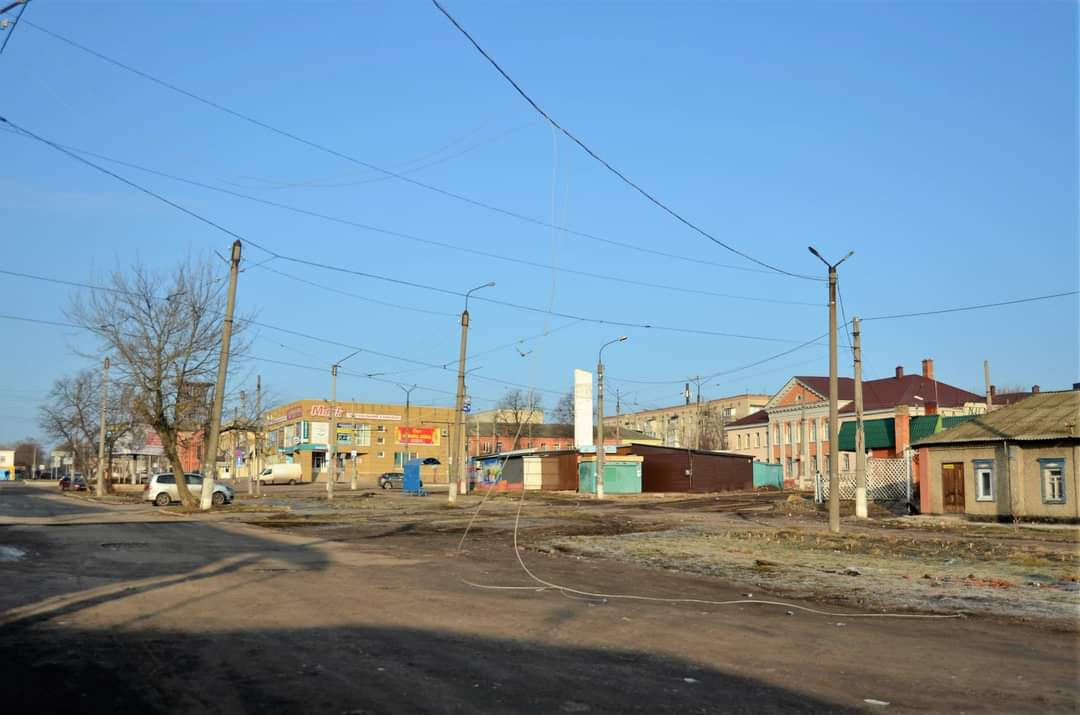
25.02.2022
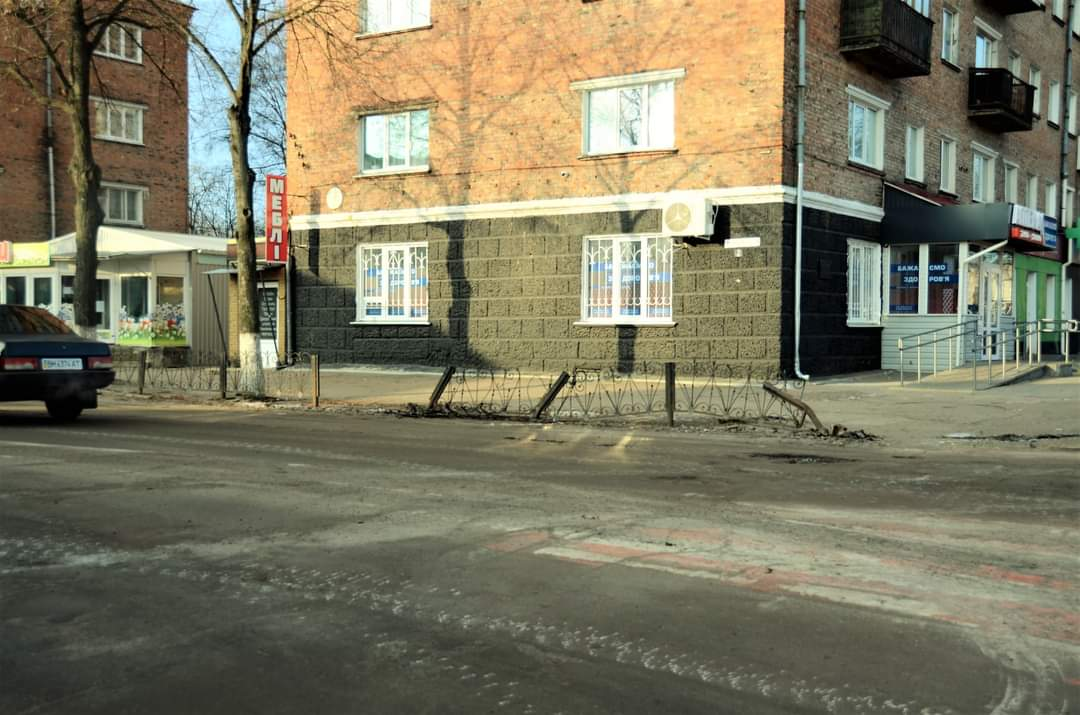
25.02.2022
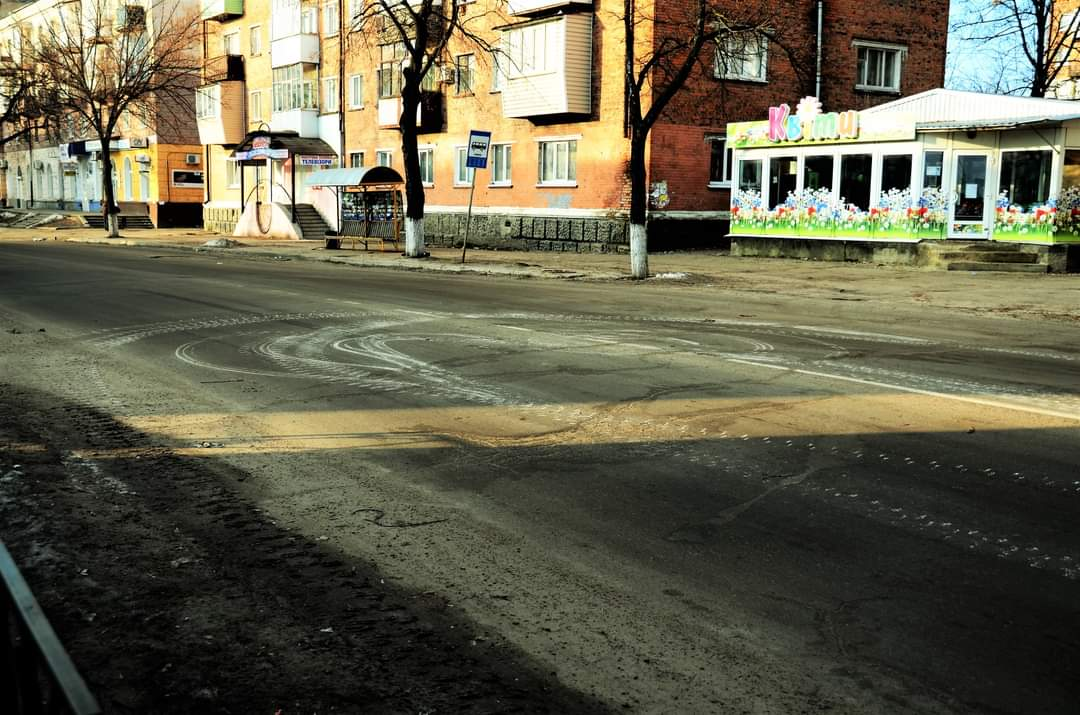
25.02.2022
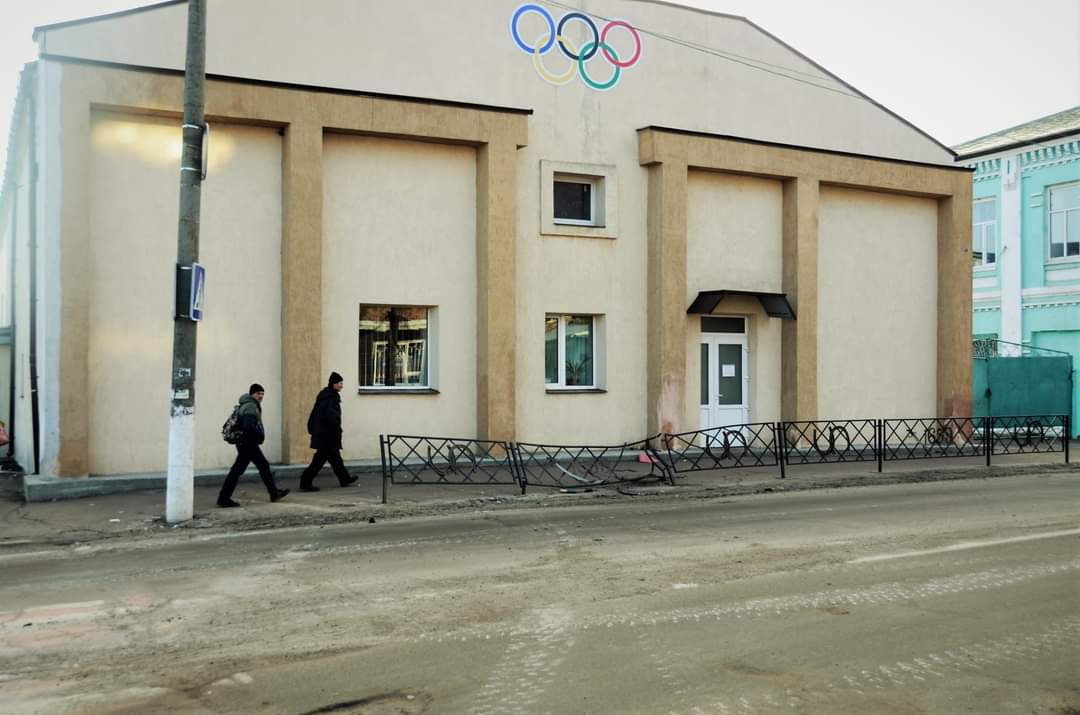
25.02.2022
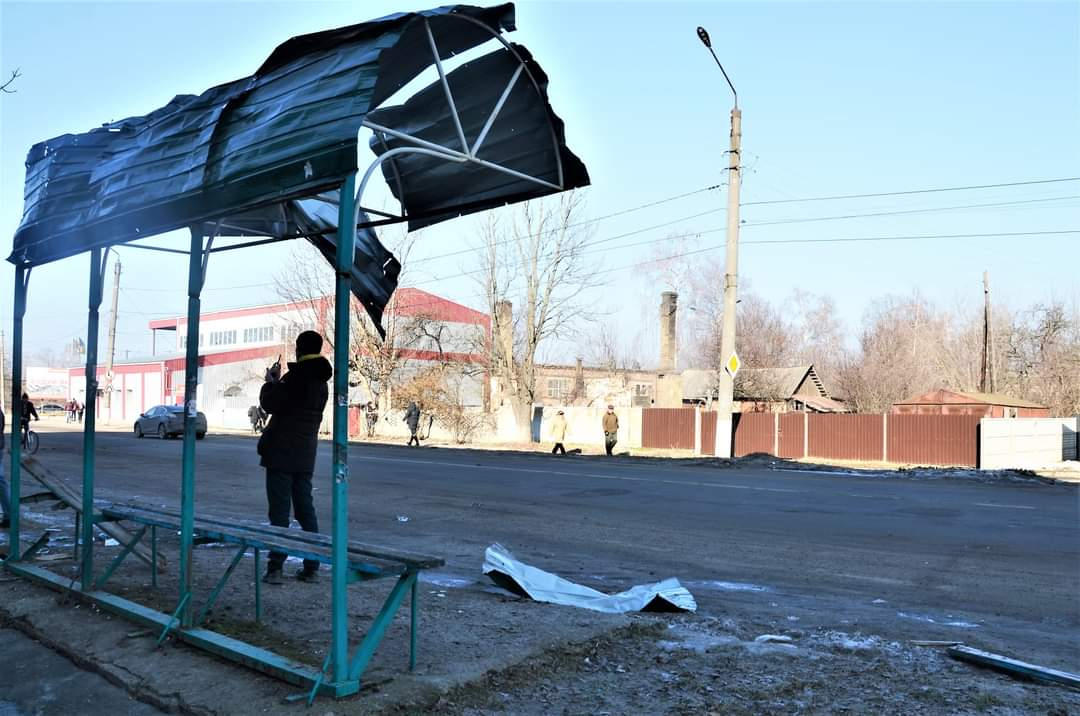
25.02.2022
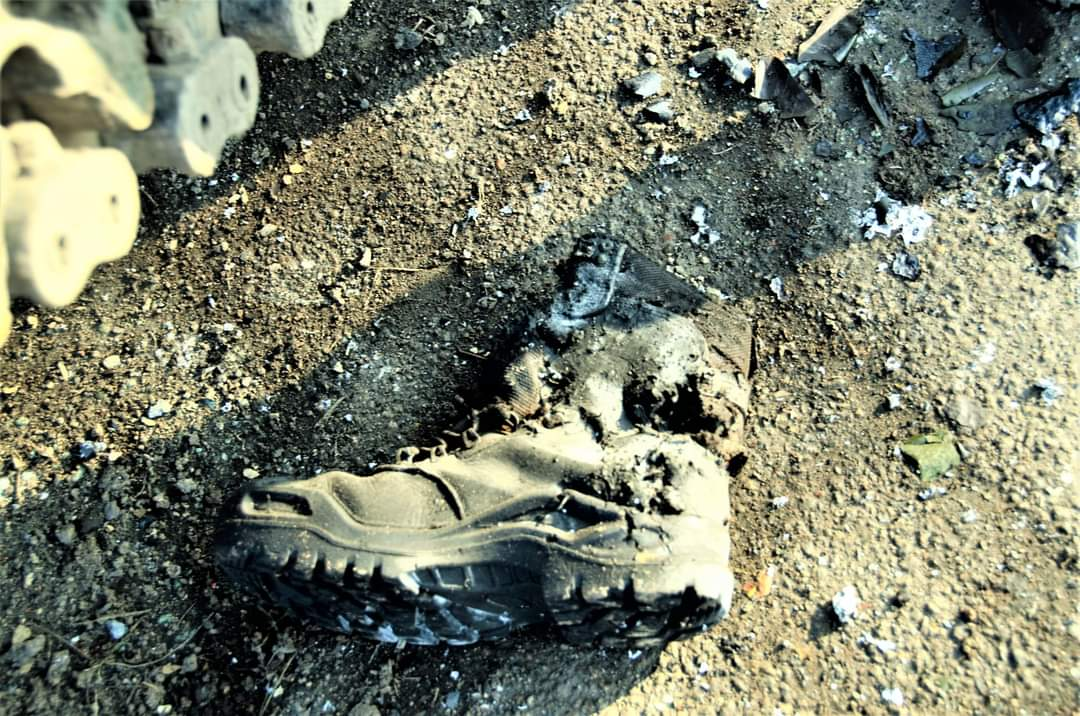
25.02.2022
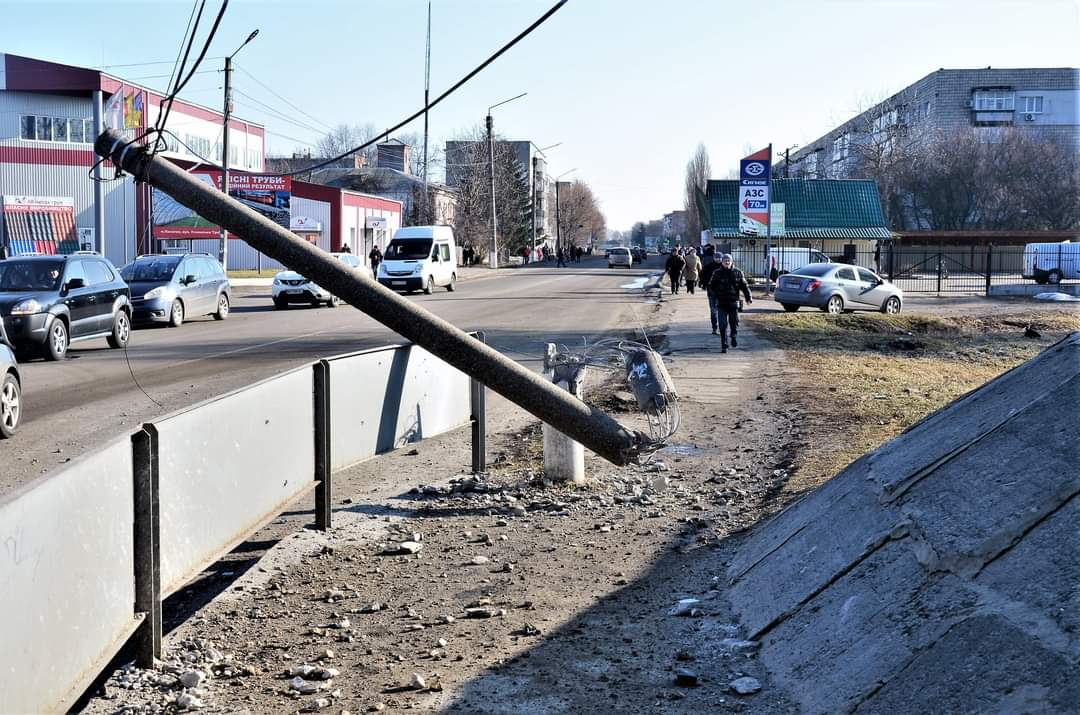
25.02.2022
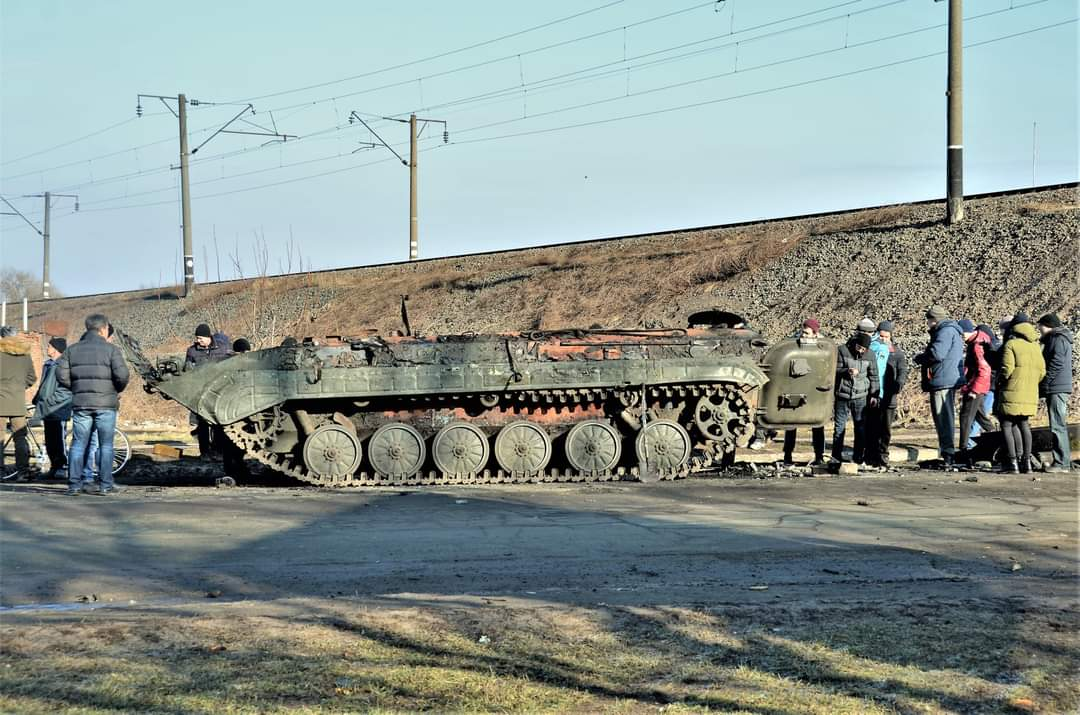
25.02.2022
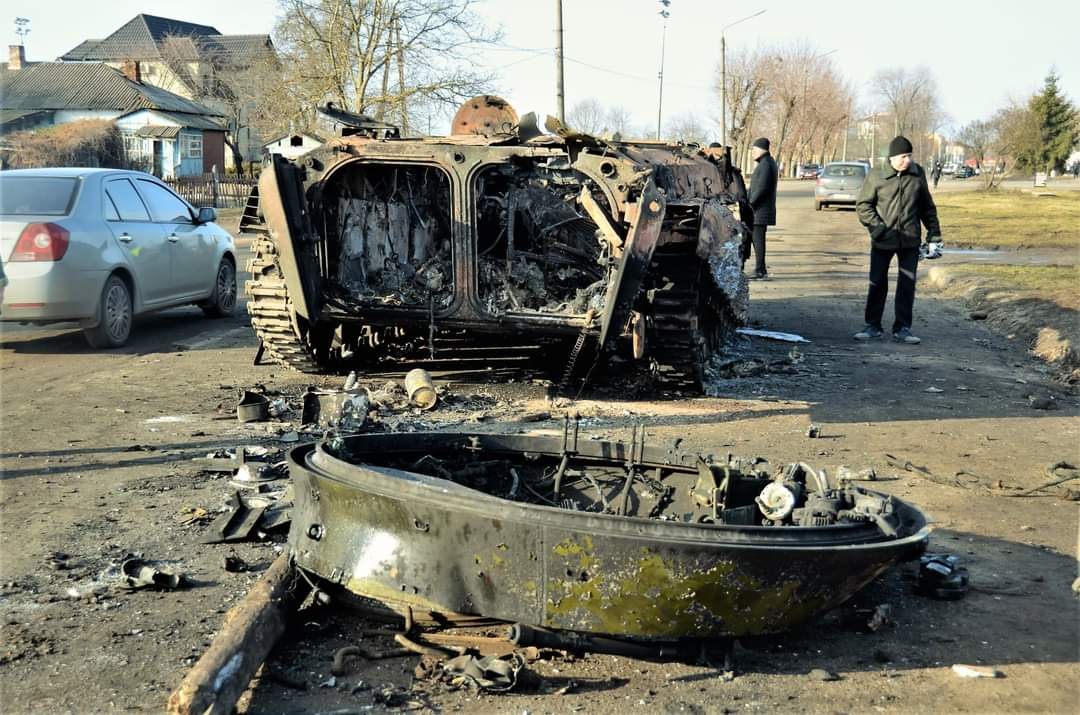
25.02.2022
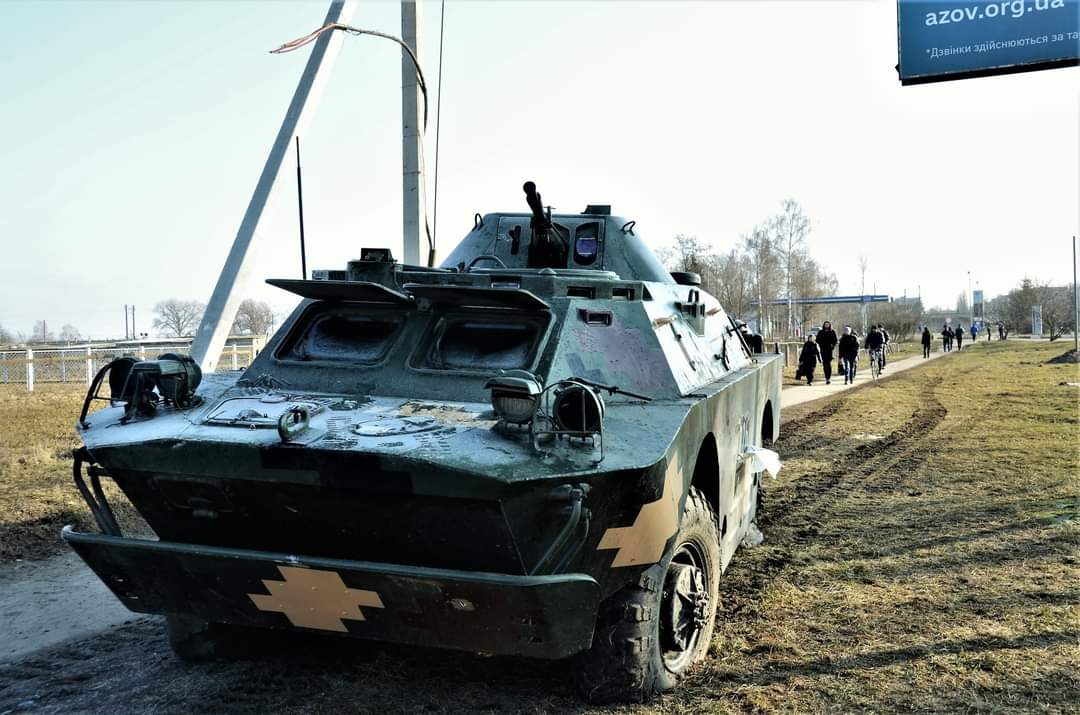
25.02.2022
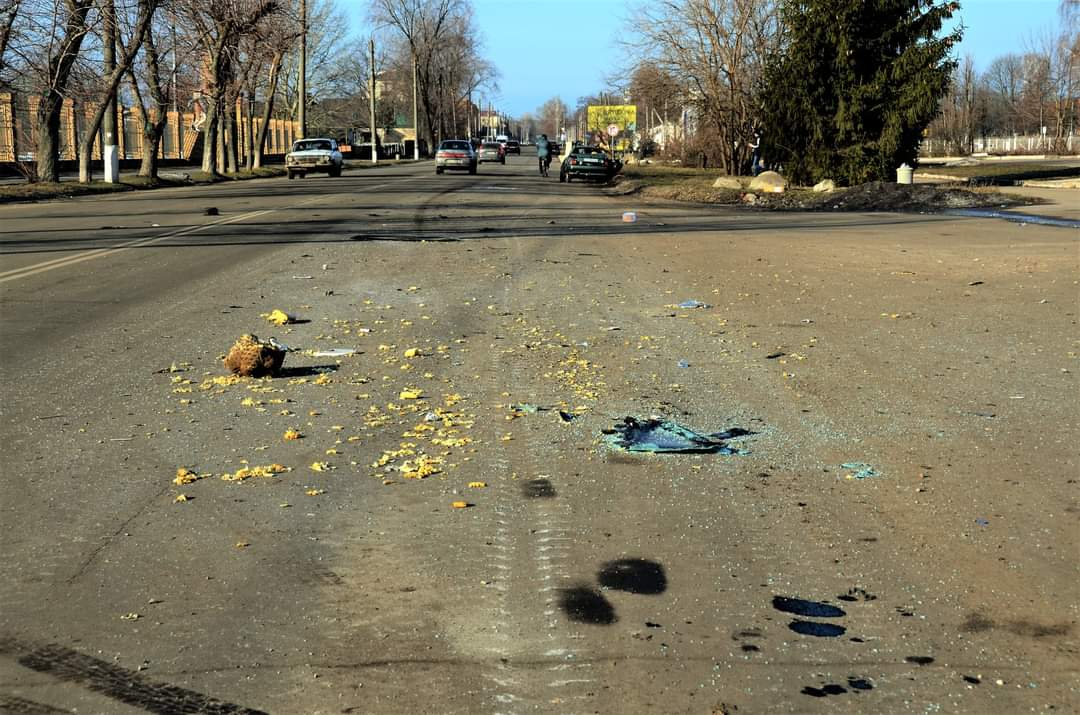
25.02.2022
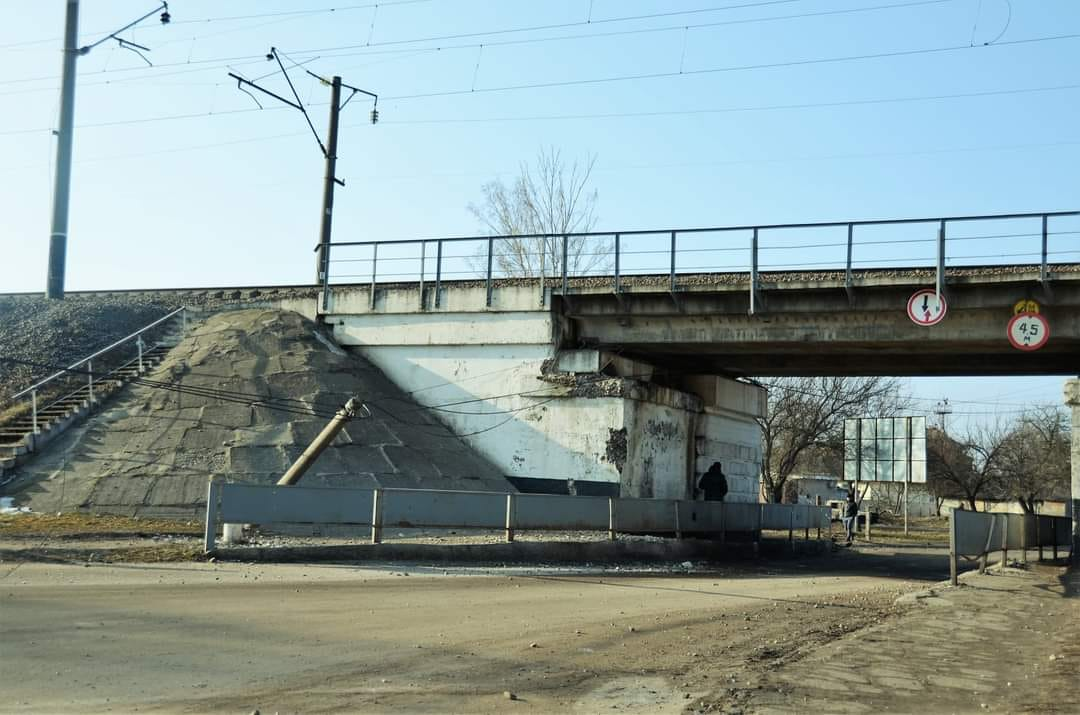
25.02.2022
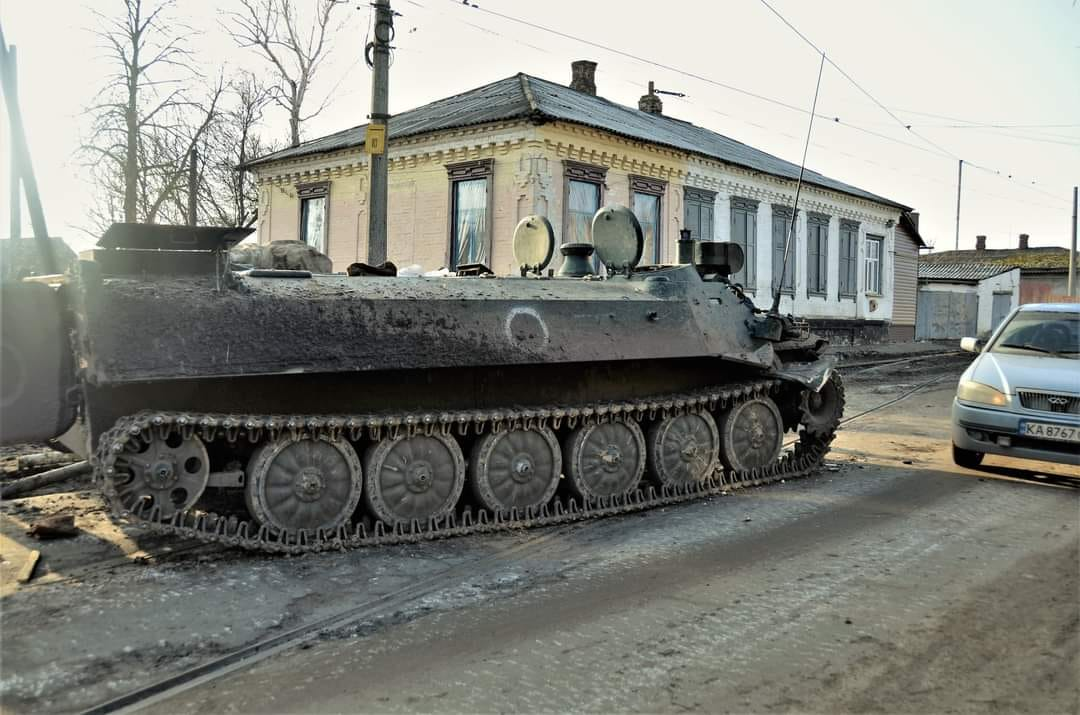
25.02.2022
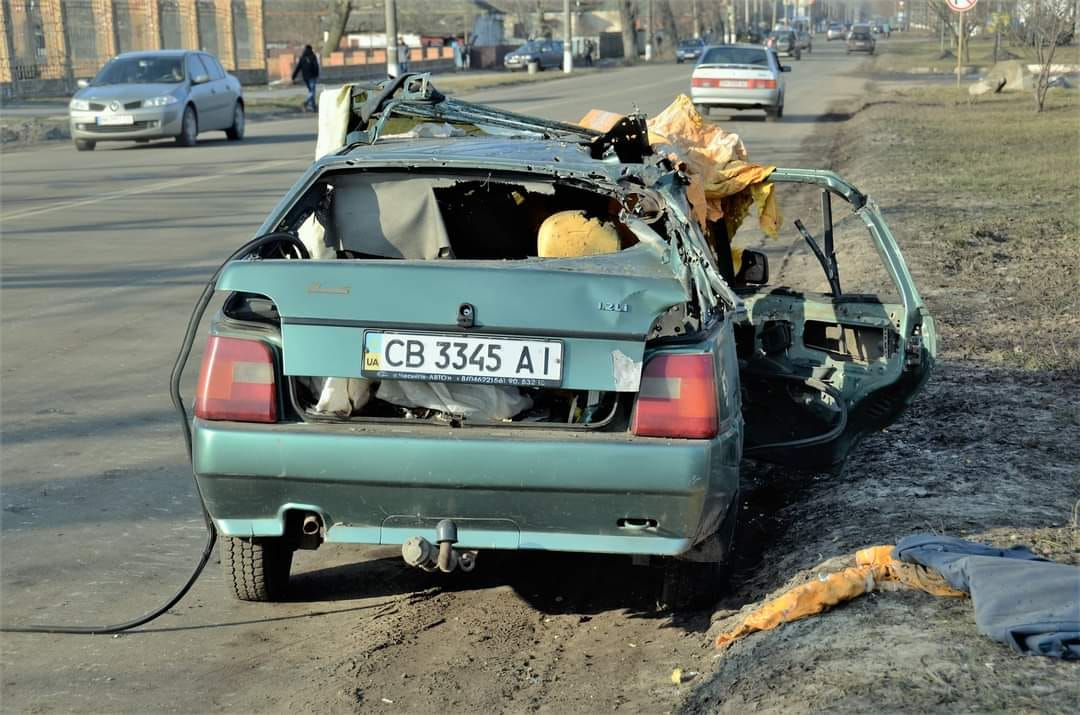
25.02.2022
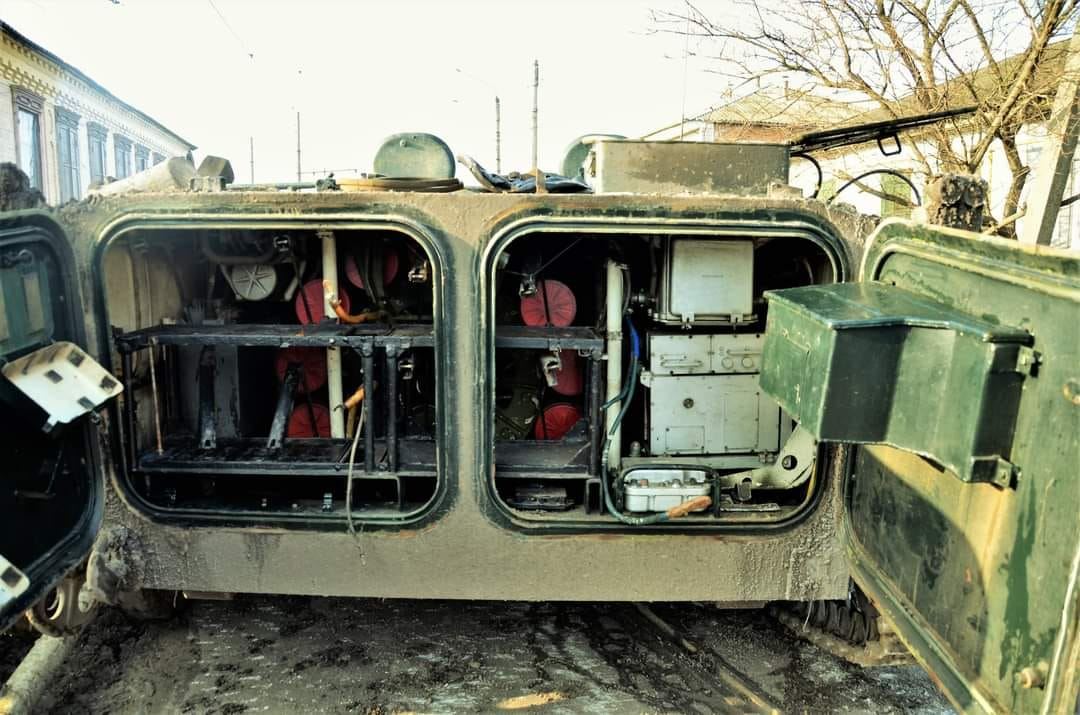
25.02.2022
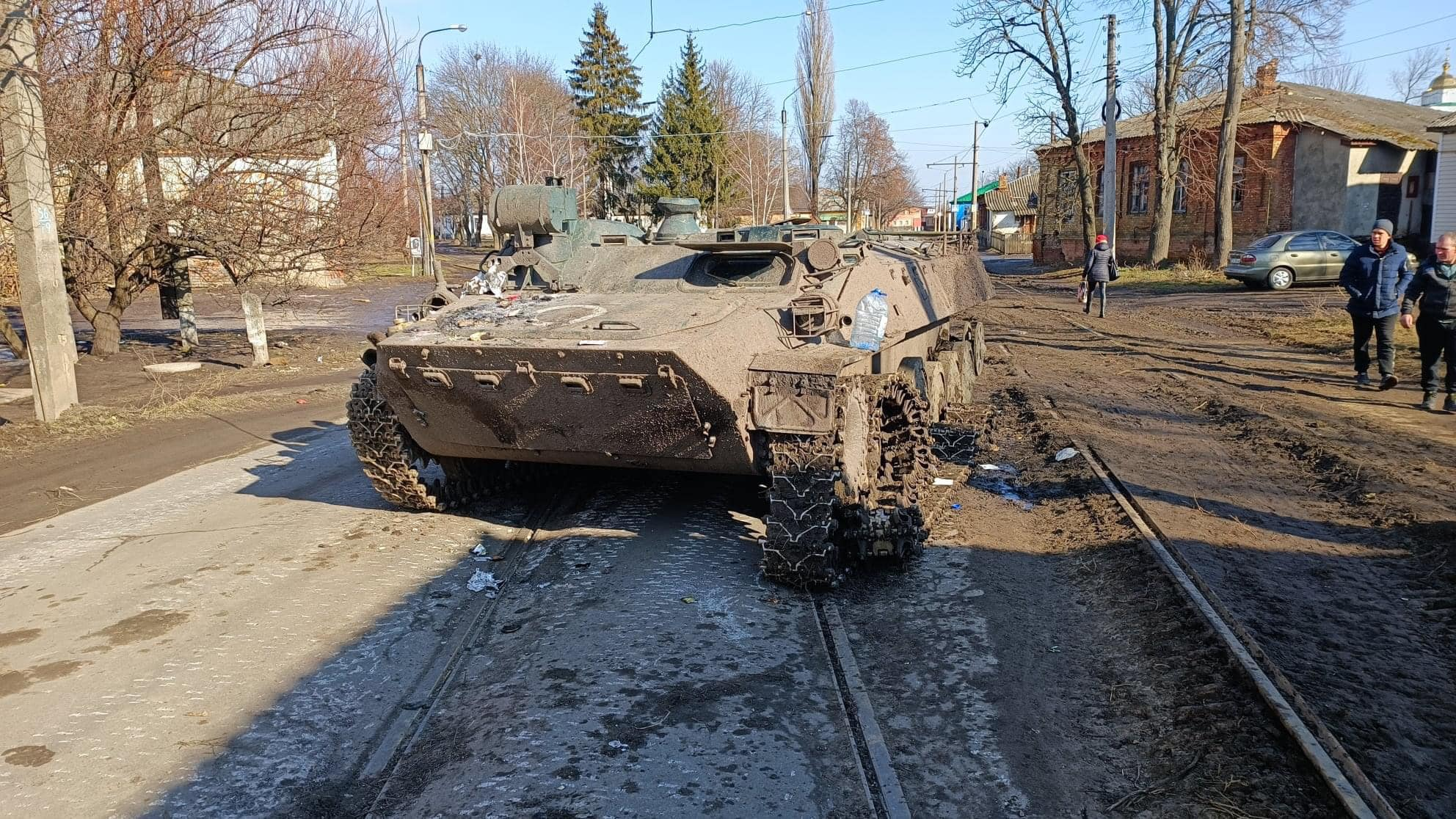
25.02.2022
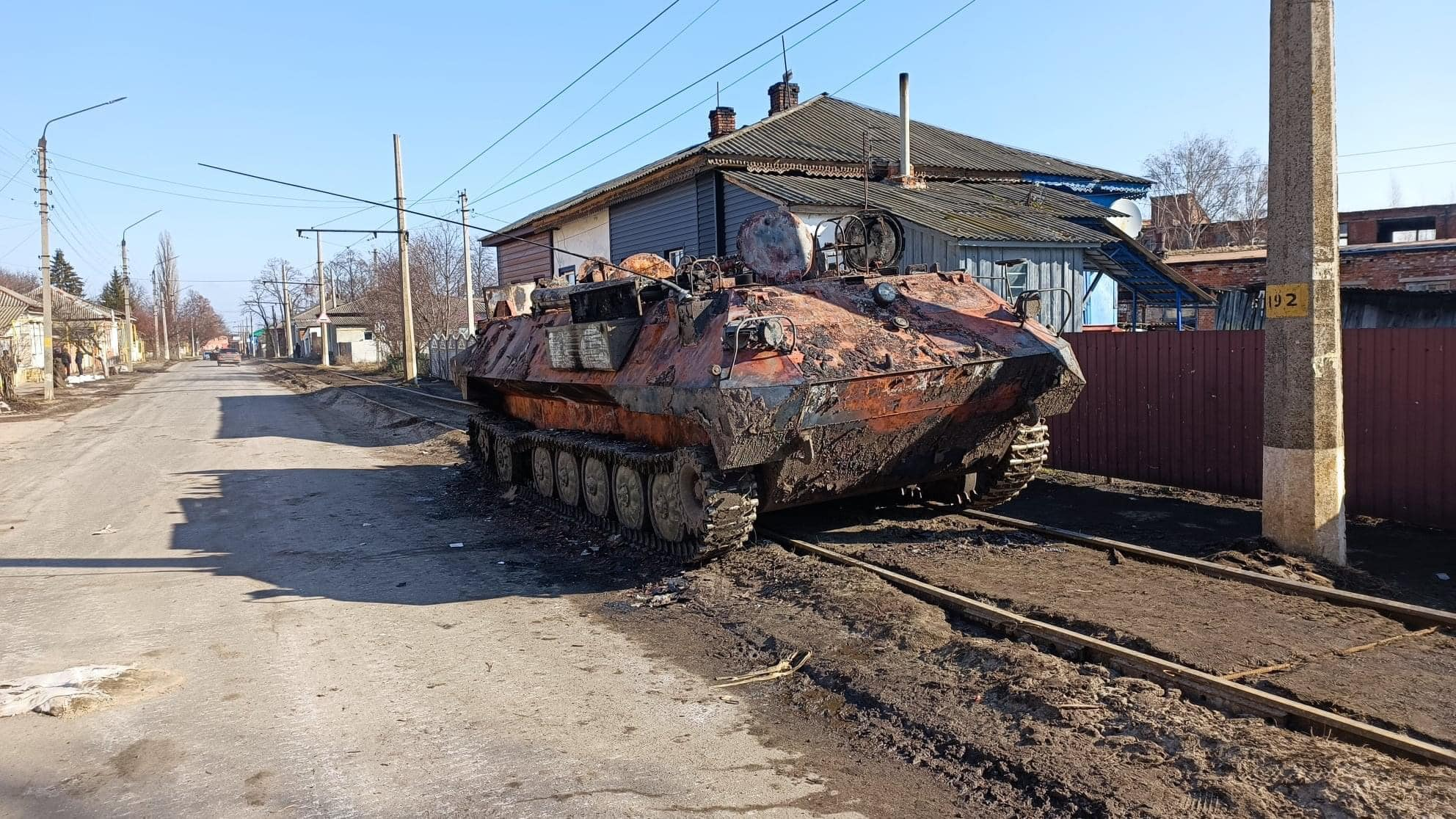
25.02.2022